# 2883 Барабашов
2883 Барабашов (2883 Barabashov) — астероїд головного поясу, відкритий 13 вересня 1978 року.
Тіссеранів параметр щодо Юпітера — 3,627.
Астероїд було відкрито українським радянським астрономом Миколою Степановичем Черних в Кримській астрофізичній обсерваторії в Научному і названо на честь іншого українського радянського астронома — академіка Миколи Павловича Барабашова, планетолога, директора Харківська астрономічна обсерваторія і ректора Харківського державного університету.